# Palle Borgström

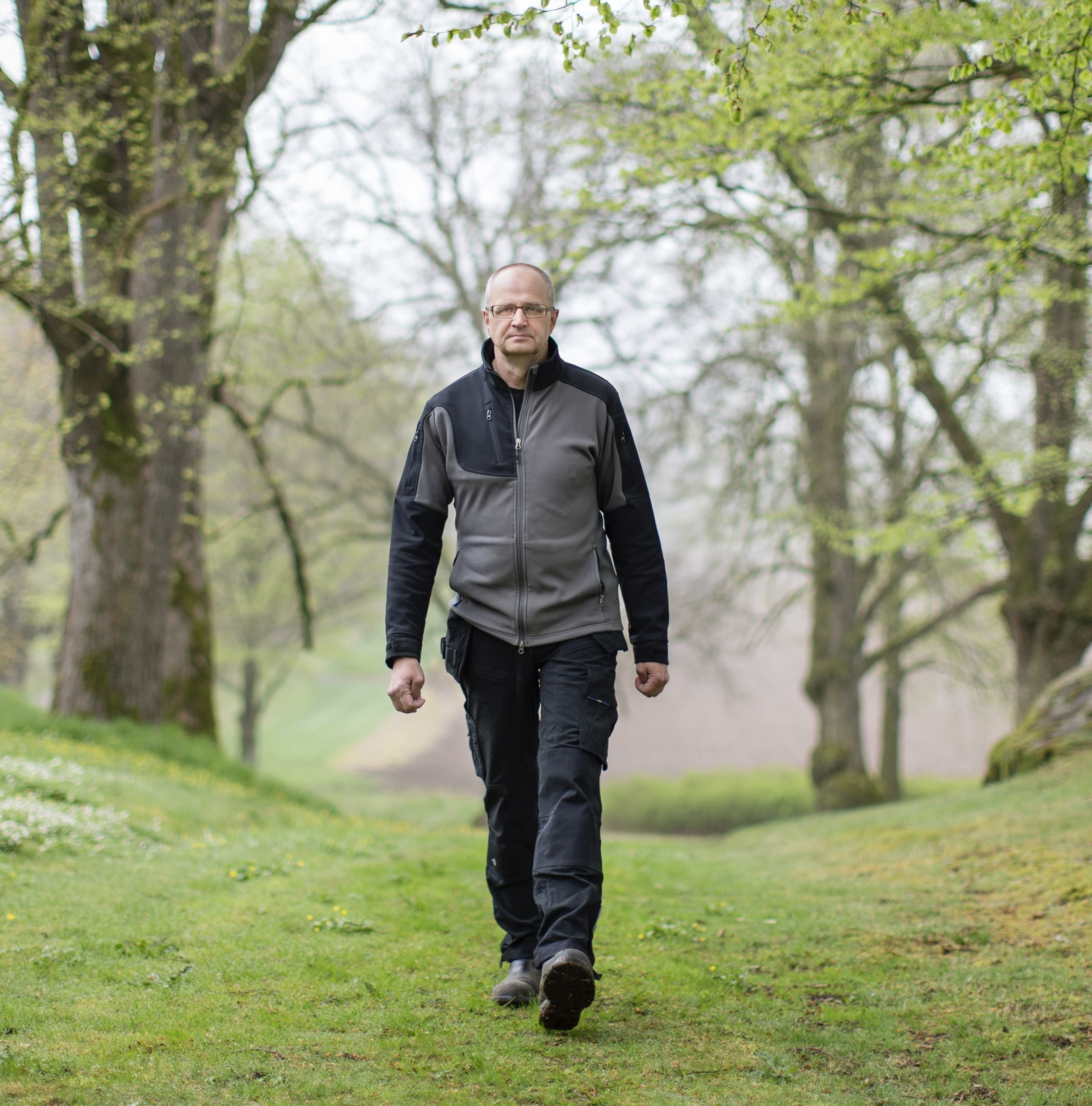
Palle Borgström LRF ordförande

Hans Palle Borgström, född 30 december 1960, är sedan 2017 ordförande för Lantbrukarnas riksförbund (LRF). År 2010 började han som styrelseledamot i LRF. Han har bland annat suttit i Arla Foods styrelse 2008–2017 och haft olika uppdrag inom Lantmännen-koncernen 1989–2008.
Palle Borgström driver ett lantbruk med växtodling och mjölkproduktion i Västergötland. Han har avlagt lantmästarexamen från Sveriges Lantbruksuniversitet.